# IGA (超級市場)
IGA（英語：Independent Grocers Alliance，意思為：獨立雜貨商聯盟）是一个以特許經營方式營運的超級市場品牌，已在全球超过30多个国家設有5,000間零售店舖。成立於1926年，集團總部位於美國芝加哥奥黑尔。

## 澳大利亞
IGA 是澳洲其中一間主要的超級市場。